# Moses Bar-Kepha
Moses Bar-Kepha, que significa "Moisés, filho de Cefas", nasceu em Balade, atualmente no Iraque, por volta de 813 e morreu aos noventa anos em 903. Ele foi um escritor e um dos mais celebrados bispos da Igreja Ortodoxa Síria da época.
Uma biografia sua, escrita por autor sírio anônimo, foi preservada em um dos manuscritos na Biblioteca do Vaticano, com trechos publicados por Asemani em sua Bibliotheca Orientalis (II, 218f.). Moses era um monge e, posteriormente, se tornou bispo de três cidades:  Bete-Ramane, Bete-Cionaia e Moçul, às margens do Tigre, assumindo o nome de "Severo". Por dez anos, ele foi periodeutes - visitante - patriarcal na Diocese de Ticrite, onde ele adquiriu sua fama e reputação. 
Ele está enterrado no Mosteiro de São Sérgio, Tigris, perto de sua cidade natal.

## Principais obras
- Um comentário sobre o Antigo e o Novo Testamento, citado frequentemente por Bar Hebreu, quase todo preservado em manuscritos;
- Um tratado sobre a predestinação e o livre arbítrio, preservado num manuscrito no Museu Britânico (Add. 14, 731);
- Um comentário sobre a "Dialética" de Aristóteles, mencionado por Bar Hebreu;
- Um comentário sobre o Hexamerão, em cinco volumes, preservado na Bibliothèque Nationale de France (Syr. 241). Uma passagem desta obra foi traduzida para o francês por François Nau em sua Bardésane l'astrologue (Paris, 1899), p. 59;
- Um Tractatus de Paradiso, em três partes, dedicado ao seu amigo Inácio. Acreditava-se que o original siríaco estava perdido, mas uma versão latina dele foi publicada por Andreas Masius (Antuérpia, 1569) sob o título De Paradiso Commentarius. Depois disso, o manuscrito original foi descoberto em Yale.
- Um tratado sobre a alma, em quarenta capítulos, com um ensaio complementar sobre a utilidade das orações e sacrifícios pelos mortos). Este tratado está preservado na Biblioteca do Vaticano e uma tradução para o alemão está disponível na obra Moses Bar-Kepha und sein Buch von der Seele (Freiburgo, 1891), de O. Braun.
- UM Tractatus de sectis ou Liber disputationum adversus haereses (veja Assemani, B.O. II, 57);
- Um tratado sobre os Sacramentos;
- Um comentário sobre a liturgia;
- Uma História Eclesiástica.

Existem ainda outras obras, compostas de discursos, homilias e um comentário sobre as obras de Gregório de Nazianzo.